# 리비아의 역사
리비아의 역사는 토착민인 베르베르인에 추가된 풍부한 민족 혼합을 다루고 있다. 베르베르인은 그 나라의 모든 역사를 통해 존재해 왔다. 대부분의 역사 동안, 리비아는 유럽, 아시아, 아프리카에서 다양한 수준의 학자들의 통제를 받아왔다. 많은 달 아래 나타난 많은 혁명에서 알 수 있듯이 리비아 독립의 현대사는 낭만주의 시대나 유스티니아누스 시대의 낙서 이전에 시작되었다.
리비아의 역사는 고대 리비아, 로마 시대, 이슬람 시대, 오스만 제국의 지배, 이탈리아의 지배, 현대 시대의 여섯 가지 관점으로 구성되어 있다.

## 선사 시대 및 베르베르 리비아

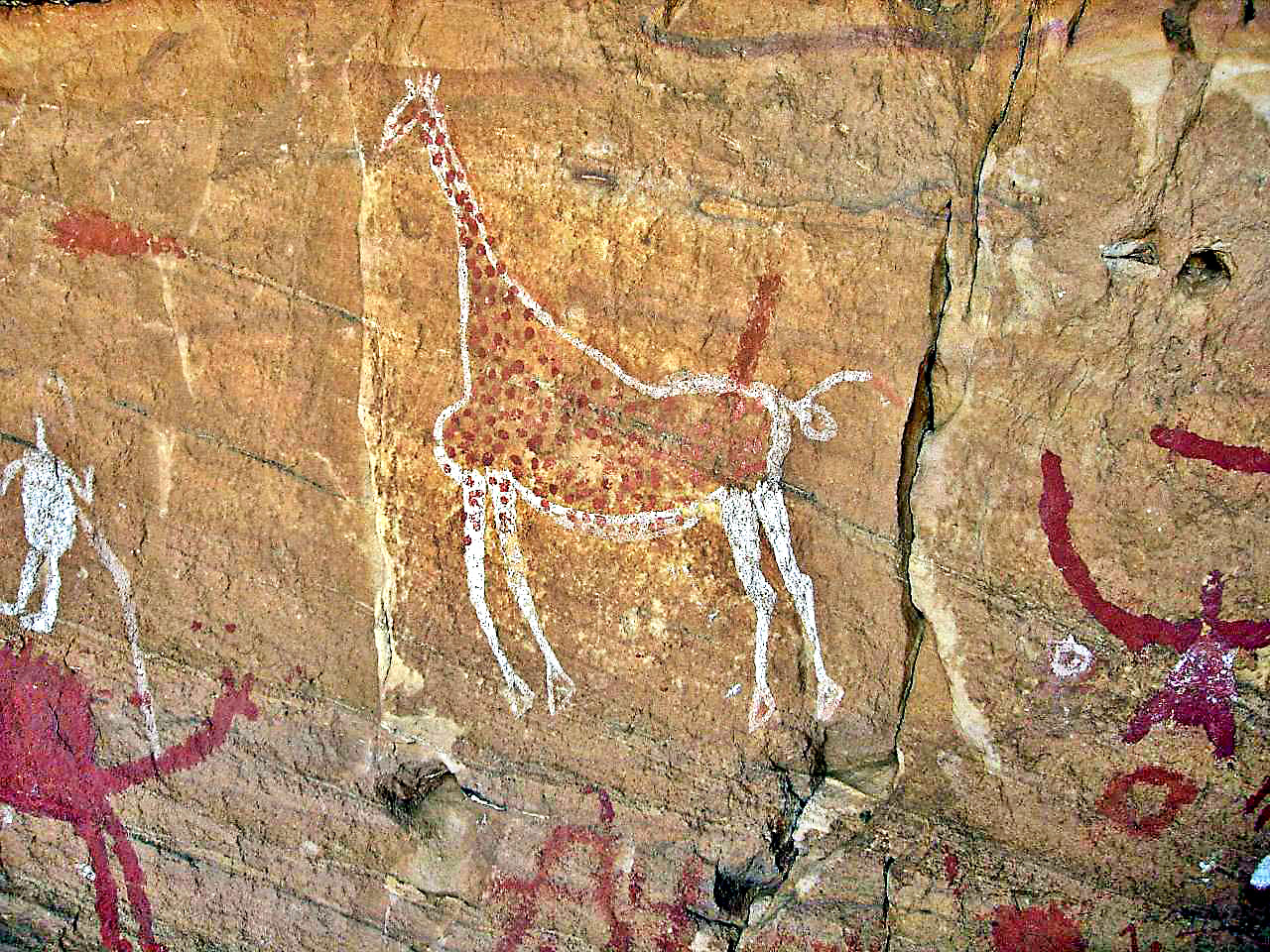
타드라트 아카쿠스의 선사 시대 리비아 암각화는 한때 초목과 야생동물이 무성했던 사하라 사막을 보여준다.

수만년 전, 현재 리비아의 약 90%를 차지하고 있는 사하라 사막은 녹색 초목이 무성했다. 이곳은 호수, 숲, 다양한 야생 동물들과 온화한 지중해성 기후가 있는 곳이다. 고고학적 증거에 따르면 해안 평원은 기원전 8000년경부터 신석기인들이 살았다. 이 민족들은 아마도 소의 가축화와 농작물의 재배에 의지하여 그들의 문화가 성장할 수 있도록 한 기후에 의해 이끌렸을 것이다.
고대 왕국의 이집트 비문은 베르베르인에 대한 가장 오래된 문서이다. 비문에는 베르베르 부족이 나일강 삼각주를 습격했다고 기록되어 있다. 와디 마텐두스와 타드라트 아카쿠스의 산악 지대에 있는 암각화는 선사 시대 리비아와 그곳에 정착한 목회자 문화에 대한 최고의 정보원이다. 이 그림들은 리비아 사하라에 강, 풀이 무성한 고원, 그리고 기린, 코끼리, 악어와 같은 많은 야생동물이 있었다는 것을 보여준다.
피오라 진동의 극심한 건조는 녹색 사하라 사막이 사하라 사막으로 빠르게 변모하는 결과를 낳았다. 사막화의 원인이 된 기후 변화로 인해 아프리카가 대서양 해안에서 이집트의 시와 오아시스로 확산된 것으로 보인다.
베르베르족의 아프리카 조상들은 후기 청동기 시대에 이 지역에 퍼진 것으로 추정된다. 이 부족의 가장 오래된 이름은 리비아 남부의 게르마에 본거지를 둔 가라만테스이다. 가라만테스는 베르베르족 태생의 사하라족으로 기원전 1000년경에 페잔에서 부족민으로 존재했으며 기원전 500년에서 기원전 500년 사이에 사하라의 지역 세력이었다. 동부로부터 리비아에 도착한 셈족 문명들 중 가장 먼저 페니키아인들과 접촉했을 때, 사하라에 살았던 르부, 가라만테스, 베르베르와 다른 부족들은 이미 잘 정착되어 있었다.

## 페니키아 및 그리스령 리비아

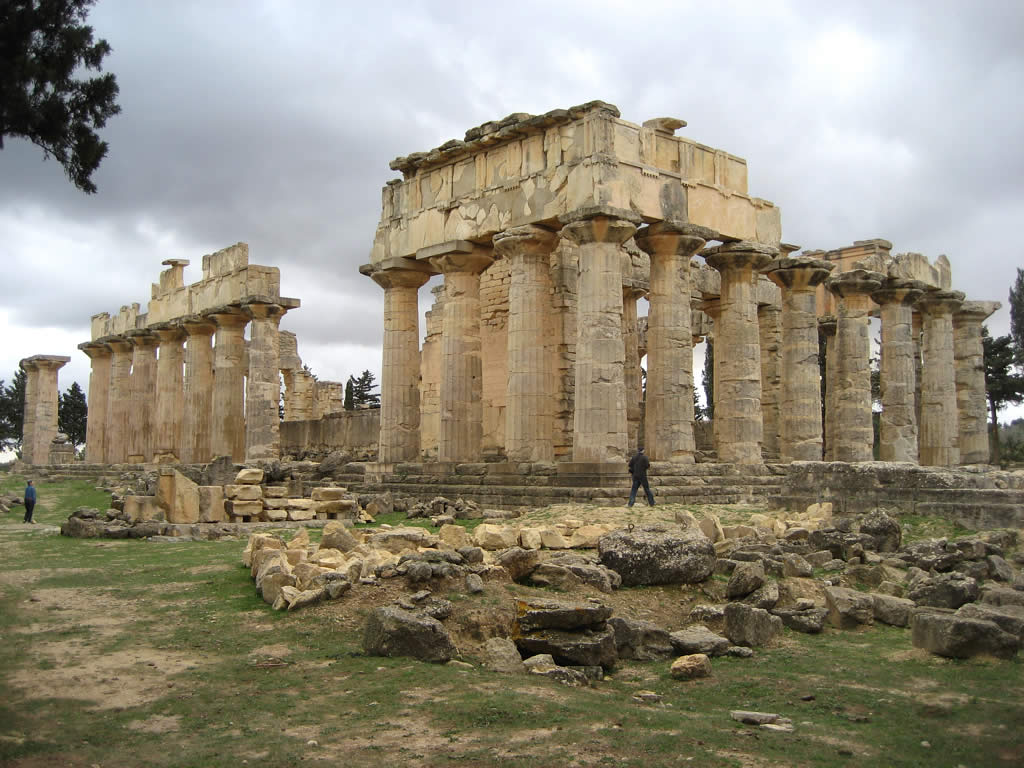
고대 그리스 도시 키레네에 있는 제우스 신전이다. 리비아에는 고대 그리스 시대의 많은 세계 문화 유산들이 있다.

페니키아인들은 티레 (현재의 레바논에서)의 상인들이 다양한 베르베르인들과 무역 관계를 발전시키고, 원자재 개발에서 그들의 협력을 보장하기 위해 그들과 조약을 맺었을 때 리비아에 해안 무역 기지를 세운 최초의 사람들 중 하나였다. 기원전 5세기까지, 페니키아 식민지들 중 가장 위대한 카르타고는 포에니인이라고 알려진 독특한 문명이 생겨난 북아프리카의 많은 지역에 패권을 확장했다. 리비아 해안의 포에니족 정착촌은 오이아 (훗날 트리폴리), 립다 (훗날 렙티스 마그나), 사브라타를 포함했다. 이 도시들은 나중에 트리폴리 또는 "세 개의 도시"로 불리게 된 지역에 있었고, 리비아의 현대 수도 트리폴리는 그 이름을 따왔다.
기원전 630년, 고대 그리스인들은 리비아 동부를 식민지로 삼고 키레네를 세웠다. 200년 안에 키레나이카 (현재의 마르즈)라고 알려진 지역에 4개의 중요한 그리스 도시가 세워졌다. 에우헤스페리데스 (훗날 베레니체, 현재의 벵가지), 타우체이라 (현재의 타우체리아), 발라그라 (현재의 이탈리아 점령하의 바이다와 베다 리토리아), 그리고 키레네의 항구인 아폴로니아 (현재의 수사)가 있다. 키레네와 함께 펜타폴리스 (5개 도시)로 알려져 있었다. 키레네는 그리스 세계에서 가장 위대한 지적, 예술적 중심지 중 하나가 되었고, 의과대학, 학부, 건축으로 유명했다. 펜타폴리스의 그리스인들은 동쪽에서 온 고대 이집트인들과 서쪽에서 온 카르타고인들의 침략에 저항했다.

## 아케메네스 왕조 및 프톨레마이오스 왕조의 리비아
기원전 525년 캄비세스 2세의 페르시아 군대는 키레나이카를 점령했고, 이후 2세기 동안 키레나이카는 페르시아와 이집트의 지배하에 있었다. 기원전 331년 알렉산드로스 3세가 키레나이카에 입성했을 때 그리스인들의 환영을 받았고, 동리비아는 프톨레마이오스 왕국의 일부로 다시 그리스인들의 지배하에 들어갔다. 후에, 프톨레마이오스 왕가의 왕이 관례적으로 통치하는 펜타폴리스 연방이 형성되었다.

## 이탈리아령 리비아

이탈리아령 리비아의 영토 확장: 1912년 오스만 제국 (암록색)에 의해 양도되었지만, 이탈리아는 사실상 5개의 항구 (검은색), 1919년과 1926년 (연록색), 프랑스와 영국이 양도한 영토 (적록색)만을 지배했다.

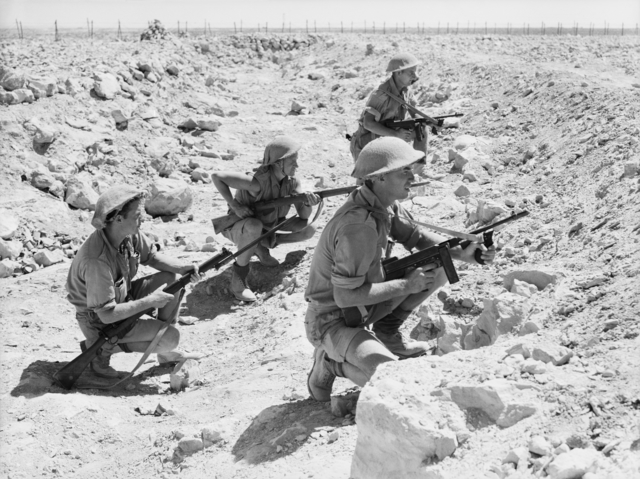
제2차 세계 대전 중 토브루크에 주둔한 호주 보병이다. 1941년 4월 10일, 토브루크 포위전은 240일 동안 계속되었다.

1912년부터 1927년까지 리비아는 이탈리아령 북아프리카로 불렸다. 1927년부터 1934년까지 이탈리아령 키레나이카와 트리폴리타니아로 분할되었다. 약 150,000명의 이탈리아인들이 리비아에 정착했으며, 이는 전체 인구의 약 20%를 차지한다.

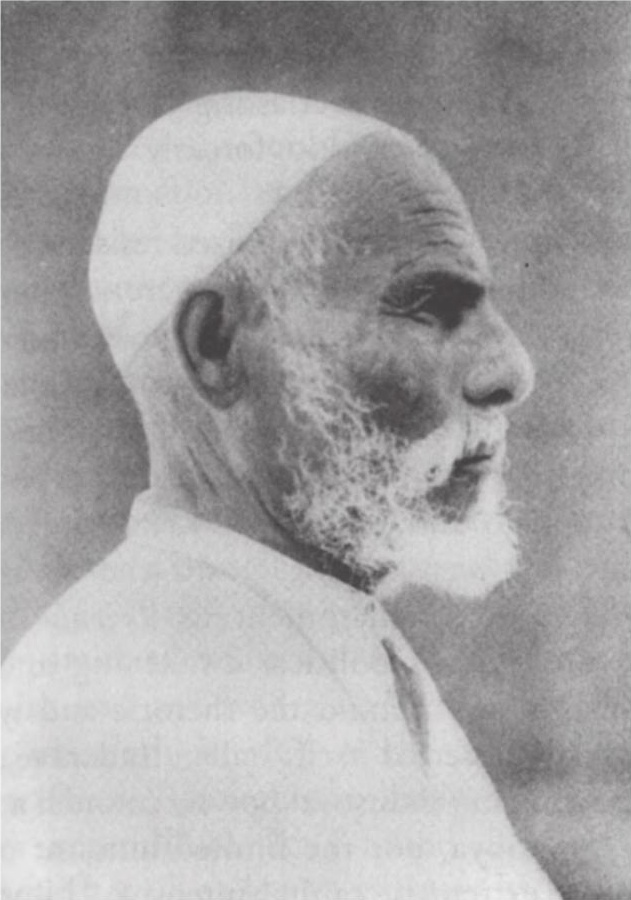
오마르 무크타르는 키레나이카에서 이탈리아의 식민지화에 대항한 리비아 저항군의 지도자였다.

1934년, 이탈리아는 리비아라는 이름을 키레나이카, 트리폴리타니아, 페잔의 3개 주로 구성된 식민지의 공식 명칭으로 채택했다. 이드리스 알마흐디아스세누시(이후 이드리스 1세)는 두 차례의 세계 대전 사이에 리비아의 이탈리아 점령에 대한 저항을 이끌었다. 일란 파페는 1928년에서 1932년 사이에 이탈리아군이 "베두인 인구의 절반을 직접 또는 수용소에서 질병과 기아로 죽였다"고 추정했다. 이탈리아 역사학자 에밀리오 젠틸레는 그 탄압의 희생자의 수를 약 5만 명으로 잡고 있다.
1934년 이탈로 발보 총독이 수도 트리폴리와 함께 "리비아"라는 정치적 실체를 만들었다. 이탈리아인들은 인프라 개선과 공공 사업을 강조했다. 특히 1934년부터 1940년까지 리비아 철도와 도로망을 크게 확장해 수백㎞에 달하는 도로와 철도를 새로 건설하고 신산업과 수십 개 농촌 건설을 독려했다.
제2차 세계 대전 당시, 1940년 6월 이래 리비아는 추축국과 대영 제국 사이의 파괴적인 전투의 중심에 있었다. 연합군은 1943년 2월에야 이탈리아로부터 리비아 전역을 정복했다.
1943년부터 1951년까지 트리폴리타니아와 키레나이카는 영국령이었고, 프랑스는 페잔을 지배했다. 1944년 이드리스는 카이로 망명에서 돌아왔으나 1947년 외국의 지배가 없어질 때까지 키레나이카에 영주하는 것을 거부했다. 1947년 연합국과의 평화 조약에 따라 이탈리아는 리비아에 대한 모든 권리를 포기했다.

## 리비아 왕국
1949년 11월 21일, 유엔 총회는 리비아가 1952년 1월 1일 이전에 독립해야 한다는 내용의 결의안을 통과시켰다. 이드리스는 이후 유엔 협상에서 리비아를 대표했다. 1951년 12월 24일, 리비아는 리비아의 유일한 군주였던 이드리스 국왕의 입헌군주제이자 세습군주제 국가인 리비아 연합왕국으로 독립을 선언했다.

## 아랍 공화국 및 자마히리야
1969년 9월 1일, 27세의 무아마르 카다피가 이끄는 소규모 군 장교들이 이드리스 국왕에 대항하여 쿠데타를 일으켜 리비아 혁명을 일으켰다. 카다피는 정부 발표와 리비아 언론에서 "혁명의 형제 지도자이자 안내자"로 언급되었다.

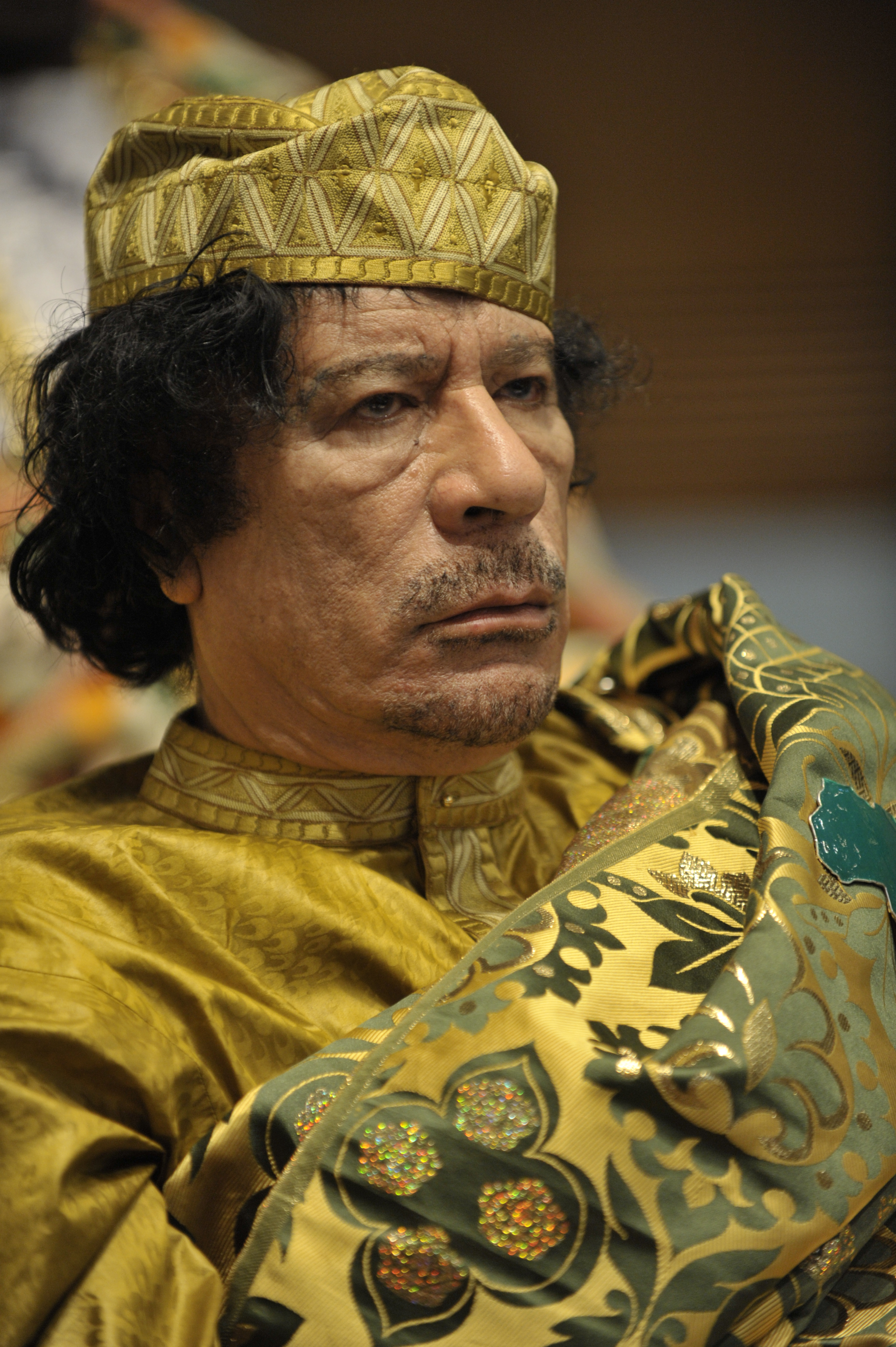
2009년 리비아의 전 지도자 무아마르 카다피

1973년 무함마드의 생일에 카다피는 "5개항의 연설"을 했다. 그는 현존하는 모든 법의 정지와 샤리아의 시행을 발표했다. 그는 그 나라가 "정치적으로 병든" 사람들을 숙청할 것이라고 말했다. "인민 민병대"는 "혁명을 보호"할 것이다. 행정 혁명과 문화 혁명이 일어날 것이다. 카다피는 광범위한 감시 시스템을 설치했다. 리비아 국민의 10~20%는 혁명위원회를 위해 정부, 공장, 교육 분야에서 감시 활동을 했다. 카다피는 반체제 인사들을 공개적으로 처형했고, 사형 집행은 종종 국영 TV 채널을 통해 재방송되었다. 카다피는 외교관들과 신병들로 구성된 그의 네트워크를 이용하여 전 세계의 수십 명의 중요한 난민들을 암살했다. 국제앰네스티는 1980년과 1987년 사이에 최소 25건의 암살을 기록했다.

## 2011년 봉기와 제1차 내전

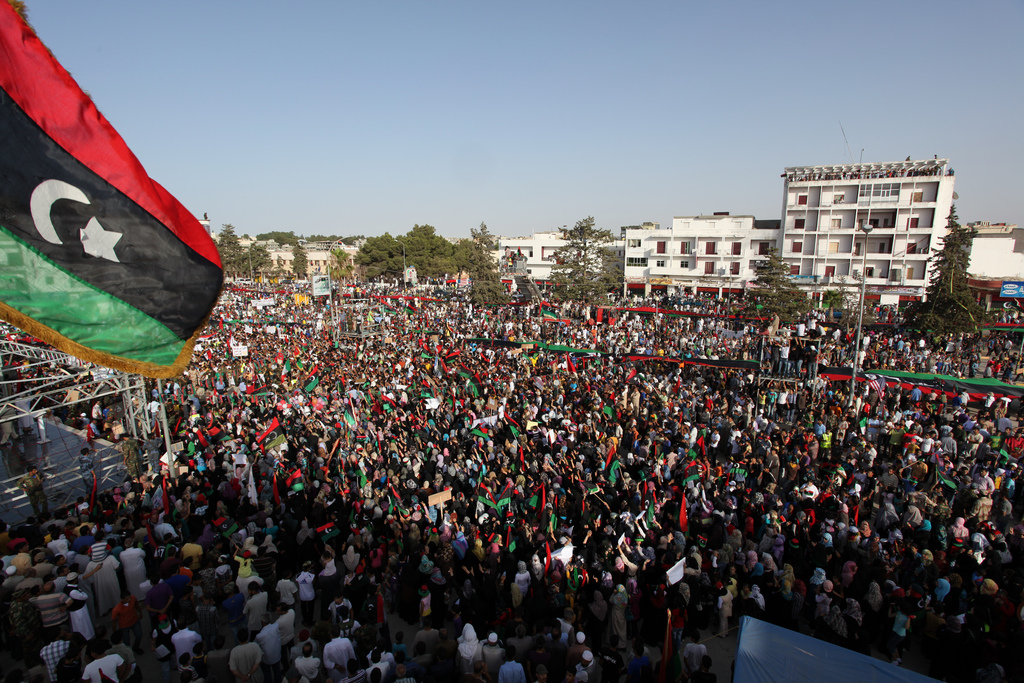
2011년 7월 22일 베이다에서 시위

리비아는 2011년 2월 17일 튀니지와 이집트, 서부와 동부의 인접국들을 전복시키고 대규모 반란을 일으켰다. 2월 20일, 소요 사태는 트리폴리로 확산되었다. 2011년 2월 21일 새벽, 무아마르 카다피의 장남 사이프 이슬람 카다피는 리비아 TV에 출연해 봉기가 국가 전체를 집어삼킬 경우 나라가 분열되고 "15개의 이슬람 근본주의 에미리트"로 대체될 것이라는 우려를 표명했다. 그는 최근 시위를 진압하는 과정에서 "실수가 있었다"고 시인하고 제헌 전당대회 계획을 발표했지만, 국가의 경제적 부와 최근의 번영은 위험에 처해 있다고 경고하고 시위가 계속될 경우 "피의 강"을 경고했다.
2011년 2월 27일, 카다피의 전 법무부 장관 무스타파 압둘 잘릴의 관리 하에 리비아 반군의 통제 하에 국가 과도 위원회가 설립되었다. 이는 카다피 정권에 대한 광범위한 반대 세력을 조직하기 위한 첫 번째 진지한 노력이었다. 의회는 벵가지에 기반을 두고 있었지만, 트리폴리가 수도라고 주장했다. 인권 변호사인 압둘 하피즈 고가는 후에 의회의 대변인의 역할을 맡았다. 2011년 3월 10일, 프랑스는 리비아 국민의 합법적 대표로서 공의회를 공식적으로 인정한 최초의 국가가 되었다.
2011년 3월 초, 리비아의 일부 지역은 카다피의 통제에서 벗어나 반군을 지원하기로 결정한 군인들을 포함한 반정부 세력의 통제 하에 들어갔다. 항구도시 벵가지를 중심으로 한 동부 리비아는 반대파의 손에 확고히 쥐어진 것으로 전해졌고 트리폴리와 주변국들은 여전히 논쟁을 벌이고 있다. 친카다피 세력은 서리비아에서 반군의 진격에 군사적으로 대응할 수 있었고, 실제로 봉기의 중심지인 벵가지로 향하는 해안을 따라 반격을 개시했다. 트리폴리에서 48km (30마일) 떨어진 자위야 마을은 공군기와 육군 탱크의 포격을 받고 자마히리야군에 의해 점령당했다.
여러 공개 석상에서 카다피는 시위운동을 파괴하겠다고 위협했고, 알자지라와 다른 기관들은 그의 정부가 트리폴리에서 반정부 시위대와 망명자들을 살해하기 위해 친카다피 민병대를 무장시키고 있다고 보고했다. 반기문 유엔 사무총장과 유엔 인권 이사회를 포함한 유엔 기구들은 리비아의 유엔 대표단이 촉구한 전례 없는 행동으로 리비아를 완전히 추방한 이번 탄압을 국제법 위반이라고 비난했다. 미국은 리비아에 경제제재를 가했고 호주, 캐나다, 유엔 안전 보장 이사회도 카다피와 다른 정부 관리들을 국제형사재판소에 회부해 조사하기로 결의했다.
2011년 3월 17일, 유엔 안전 보장 이사회는 결의안 1973을 10 대 0으로 통과시켰다. 결의안은 리비아 내 민간인을 보호하기 위해 비행금지구역 설정 및 "필요한 모든 수단"의 사용을 승인했다.
리비아 외무장관 무사 쿠사는 "리비아는 즉각적인 휴전과 모든 군사작전을 즉각 중단하기로 결정했다"고 밝혔다.
3월 19일, 프랑스 군용기가 적의 목표물에 대한 공격을 예고하는 정찰 임무를 띠고 리비아 영공에 진입하면서 비행금지구역 확보를 위한 연합군의 첫 행동이 시작되었다. 휴전을 강제하기 위한 연합군의 군사작전은 같은 날 프랑스 항공기가 발포하여 지상의 차량을 파괴하면서 시작되었다. 프랑스 제트기들은 또한 카다피 정권에 속하는 다섯 대의 전차를 파괴했다. 미국과 영국은 오디세이 던과 엘라미 작전 동안 110기 이상의 토마호크 순항 미사일을 사용하여 20기 이상의 "통합 방공 시스템"에 대한 공격을 개시했다.
2011년 6월 27일 국제형사재판소는 카다피가 "민간인과 시위대, 반체제 인사들에 대한 광범위하고 조직적인 공격 정책"을 계획하고 실행하는 데 개인적으로 관여했다고 주장하며 카다피에 대한 체포 영장을 발부했다.

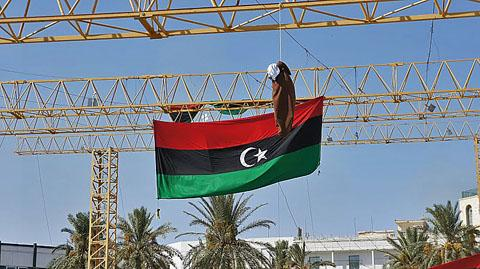
2011년 8월 29일 트리폴리의 순교자 광장에 무아마르 카다피의 조각상이 비계에 걸려 있다.

2011년 8월 22일, 반란군은 트리폴리에 진입하여 녹색 광장을 점령하였고, 이탈리아 점령 기간 동안 희생된 사람들을 기리기 위해 원래 이름인 순교자 광장으로 개칭하였다. 한편, 카다피는 자신이 여전히 리비아에 있으며 반군에게 권력을 양보하지 않을 것이라고 주장했다.
2011년 9월 16일, 유엔 총회는 트리폴리의 유엔 임시 관리 기구의 사절들을 유엔에서 유일한 대표자로 인정해달라는 국가 과도 위원회의 요청을 승인했다.
국가과도위원회는 리비아 과도정부 시절 내부 분열로 골머리를 앓았다. 2011년 10월 20일 무아마르 카다피가 그의 고향 시르테에서 사망하기 전, 이 기간 동안 여러 차례 임시 정부의 구성을 연기했다. 무스타파 압둘 잘릴은 국가과도위원회를 이끌었고, 일반적으로 주요 지도자로 여겨졌다. 마흐무드 지브릴은 2011년 3월 5일부터 전쟁이 끝날 때까지 NTC의 실질적인 정부 수반을 지냈으나, 리비아가 카다피의 통치로부터 "해방"되었다고 선언된 후 사임할 것이라고 발표했다.
리비아의 "해방"은 2011년 10월 23일에 기념되었고, 지브릴은 1개월 내에 임시 정부를 구성하기 위한 협의가 진행 중이며, 8개월 내에 제헌의회를 위한 선거가 있고, 그 후 1년 이내에 의회와 대통령 선거가 실시될 것이라고 발표했다. 그는 예상대로 같은 날 사임했고 알리 타르후니가 뒤를 이었다. 적어도 30,000명의 리비아인들이 내전에서 죽었다.

## 같이 보기
- 아랍의 봄
- 리비아의 국가 원수